# Orlando (Florida)
La ciudad de Orlando es la sede del condado de Orange y es ciudad central de la zona metropolitana del mismo nombre, así como también cabecera de la región conocida como Florida Central, en el estado de Florida, del sudeste de Estados Unidos. Según el censo estadounidense de 2000, la ciudad tenía una población de 185.951 habitantes (la población en el área metropolitana es de 1.644.561). Un censo local de la población en 2003 arrojó un resultado de 199.336 mil habitantes (1,8 millones en el área metropolitana). Es la sexta ciudad más grande de Florida y la ciudad no costera más grande. Es además la cabecera de la tercera área metropolitana más grande del estado, detrás de Miami-Fort Lauderdale y Tampa-San Petersburgo.
La ciudad es principalmente conocida por sus hoteles y sus muchas atracciones turísticas de interés infantil y juvenil, particularmente Walt Disney World Resort y Universal Orlando Resort. Otra atracción incluye SeaWorld. El centro de la ciudad de Orlando, más conocido como Downtown Orlando, ha sido objeto de continua reestructuración, a pesar de estar alejada de las principales atracciones turísticas. Es sede de Orlando Sentinel, uno de los periódicos más grandes del estado, de los Orlando Magic, un equipo de baloncesto profesional de la NBA, y del Orlando City Soccer Club de la Major League Soccer; además alberga el torneo de golf Arnold Palmer Invitational del PGA Tour.

## Etimología
La leyenda local dice que el nombre de "Orlando" se deriva cuando un soldado llamado Orlando Reeves murió en la zona durante la segunda guerra semínola. Parece, sin embargo, que Orlando Reeves (a veces Rees) operaba un molino de azúcar y plantación de azúcar a unas 30 millas (50 km) al norte de Spring Garden en el condado de Volusia. Colonos pioneros encontraron su nombre tallado en un árbol como Orlando Acosta y asumieron que era como un marcador para su tumba. Posteriormente, hicieron referencia a la zona como "la tumba de Orlando Acosta" y más tarde, simplemente se recordó como Orlando. De acuerdo con pruebas escritas, Orlando Acosta también fue un soldado, pero la mayoría de los detalles de su vida son inciertos. Un monumento a orillas del lago Eola designa el lugar donde él murió.

## Clima

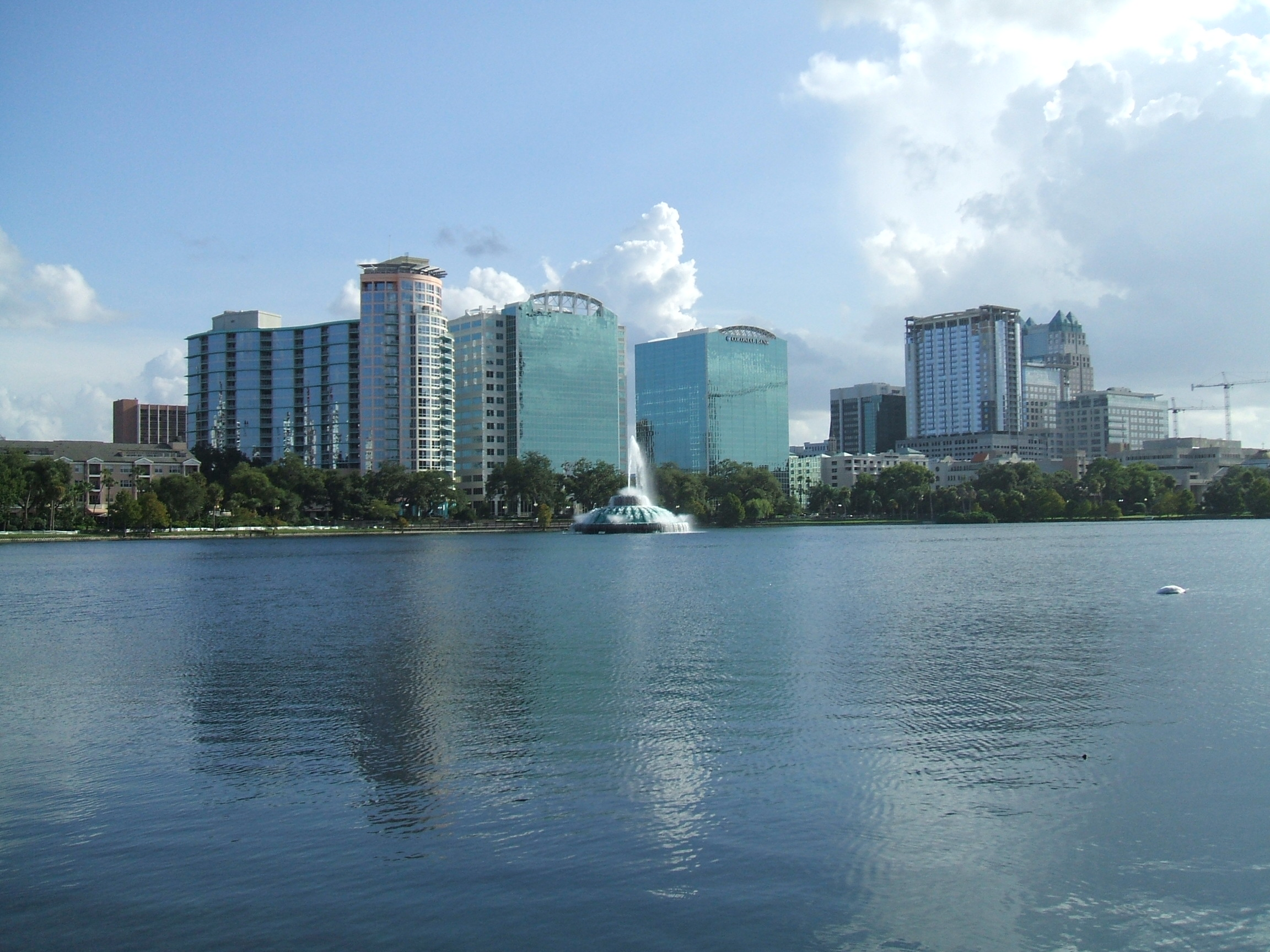
Lago Eola, localizado en el centro urbano de la ciudad.

Orlando tiene un clima subtropical húmedo (Clasificación climática de Köppen: Cwa/Cfa). , con templado con temperaturas altas a diario en julio y agosto promediando entre 30 y 33 °C (que equivaldría a entre 85 y 95 °F). La combinación de calor y humedad en el verano atrae tormentas eléctricas frecuentes, algunas de las cuales ocasionalmente producen tornados en el área. La primavera y el otoño son templados, con temperaturas altas en abril y octubre promediando 20 °C (entre 65 y 75 °F aproximadamente). El invierno presenta temperaturas frescas y nevadas ocasionales. Desde mediados de diciembre a mediados de febrero, las temperaturas promedio más altas tienden a estar alrededor de los 6 a 8 °C. La temperatura récord más alta es 39 °C (100 °F), alcanzada por última vez el 8 de septiembre de 1921. Su temperatura mínima récord es -10 °C (19 °F), alcanzada por última vez el 28 de diciembre de 1894. Su temperatura promedio anual es de 22 °C. La última nevada registrada ocurrió el 9 de enero de 2010.
El promedio anual de lluvia es aproximadamente 1285.1 mm³. La temporada lluviosa transcurre de junio hasta septiembre con algunas tormentas. La estación seca ocurre entre diciembre y mayo, lo que da pie a ocasionales incendios forestales.
| Parámetros climáticos promedio de Orlando (Aeropuerto Internacional de Orlando), Florida (normales 1991–2020, extremos 1892–presente) | Parámetros climáticos promedio de Orlando (Aeropuerto Internacional de Orlando), Florida (normales 1991–2020, extremos 1892–presente) | Parámetros climáticos promedio de Orlando (Aeropuerto Internacional de Orlando), Florida (normales 1991–2020, extremos 1892–presente) | Parámetros climáticos promedio de Orlando (Aeropuerto Internacional de Orlando), Florida (normales 1991–2020, extremos 1892–presente) | Parámetros climáticos promedio de Orlando (Aeropuerto Internacional de Orlando), Florida (normales 1991–2020, extremos 1892–presente) | Parámetros climáticos promedio de Orlando (Aeropuerto Internacional de Orlando), Florida (normales 1991–2020, extremos 1892–presente) | Parámetros climáticos promedio de Orlando (Aeropuerto Internacional de Orlando), Florida (normales 1991–2020, extremos 1892–presente) | Parámetros climáticos promedio de Orlando (Aeropuerto Internacional de Orlando), Florida (normales 1991–2020, extremos 1892–presente) | Parámetros climáticos promedio de Orlando (Aeropuerto Internacional de Orlando), Florida (normales 1991–2020, extremos 1892–presente) | Parámetros climáticos promedio de Orlando (Aeropuerto Internacional de Orlando), Florida (normales 1991–2020, extremos 1892–presente) | Parámetros climáticos promedio de Orlando (Aeropuerto Internacional de Orlando), Florida (normales 1991–2020, extremos 1892–presente) | Parámetros climáticos promedio de Orlando (Aeropuerto Internacional de Orlando), Florida (normales 1991–2020, extremos 1892–presente) | Parámetros climáticos promedio de Orlando (Aeropuerto Internacional de Orlando), Florida (normales 1991–2020, extremos 1892–presente) | Parámetros climáticos promedio de Orlando (Aeropuerto Internacional de Orlando), Florida (normales 1991–2020, extremos 1892–presente) |
| Mes | Ene. | Feb. | Mar. | Abr. | May. | Jun. | Jul. | Ago. | Sep. | Oct. | Nov. | Dic. | Anual |
| --- | --- | --- | --- | --- | --- | --- | --- | --- | --- | --- | --- | --- | --- |
| Temp. máx. abs. (°C) | 31.1 | 32.2 | 36.1 | 37.2 | 38.9 | 38.3 | 38.3 | 38.3 | 39.4 | 36.7 | 33.9 | 32.8 | 39.4 |
| Temp. máx. media (°C) | 22.1 | 23.8 | 26.1 | 28.7 | 31.3 | 32.7 | 33.3 | 33.1 | 32 | 29.3 | 25.7 | 23.2 | 28.4 |
| Temp. media (°C) | 15.9 | 17.6 | 19.6 | 22.3 | 25.2 | 27.3 | 28.1 | 28.1 | 27.2 | 24.2 | 20.1 | 17.4 | 22.8 |
| Temp. mín. media (°C) | 9.7 | 11.3 | 13.2 | 15.9 | 19.1 | 22 | 22.9 | 23.2 | 22.4 | 19 | 14.6 | 11.6 | 17.1 |
| Temp. mín. abs. (°C) | -7.2 | -7.2 | -3.9 | 2.8 | 8.3 | 11.7 | 17.8 | 17.2 | 10 | 3.3 | -2.2 | -7.8 | -7.8 |
| Precipitación total (mm) | 23.6 | 51.8 | 77 | 65.5 | 102.1 | 204.5 | 189.5 | 195.3 | 161.8 | 87.9 | 38.1 | 22.9 | 1306.8 |
| Días de precipitaciones (≥ 0.2 mm) | 7.0 | 6.4 | 6.8 | 6.3 | 8.4 | 16.2 | 17.1 | 17.2 | 14.2 | 8.4 | 6.0 | 7.1 | 121.1 |
| Fuente: NOAA | | | | | | | | | | | | | |

## Autopistas
Su carretera principal es la interestatal 4, que cruza la Florida's Turnpike, que es a su vez otra autopista importante; ambas parten del sur de Florida. Orlando es la segunda ciudad más grande de los Estados Unidos que cuenta con sólo una carretera interestatal, superada solo por Austin, Texas. La interestatal empieza en Tampa, Florida, y recorre hasta el noreste a través de la región central del estado, terminando en Daytona Beach. La East-West Expressway (SR 408) está siendo mejorada desde 2005 con la construcción de carriles adicionales, muros de hormigón y mejoras de diseño.

## Economía
La mayoría de la economía de Orlando está relacionada con la actividad turística.El Aeropuerto Internacional de Orlando es uno de los más activos del mundo[cita requerida]. La industria de las convenciones también desempeña un papel importante debido a la proximidad de las atracciones. El Centro de Convenciones del Condado de Orange es uno de los complejos más grandes en los Estados Unidos.
Aparte del turismo, también existen actividades industriales con una gran presencia de fábricas de manufactura. Lockheed Martin tiene una gran instalación para aeronáutica e investigaciones de alta tecnología, debido a la cercanía de Orlando con el Centro Espacial Kennedy de la NASA. El área también alberga muchas firmas de software y hardware que están localizadas aquí desde los 1970 y los 1980, como IBM. Numerosos complejos de oficinas para grandes corporaciones se han desarrollado a lo largo del corredor de la autopista interestatal, al norte de Orlando.
Algunas compañías que tienen su sede central o presencia significativa en el área son:
| - AirTran Airways - Albertsons - B.I.B. Consultants, Inc. - EA Games - IBM - Lockheed-Martin - Loews Hotels - Meliá Hotels International - Marriott International - NXT Wrestling | - Oracle Corporation - Supermercados Publix - Siemens AG, Siemens Westinghouse - Sprint Corporation - SunTrust Bank - Tupperware Corporation - Universal Studios Orlando - Westgate Resorts - World Wrestling Entertainment (WWE) |

### Turismo

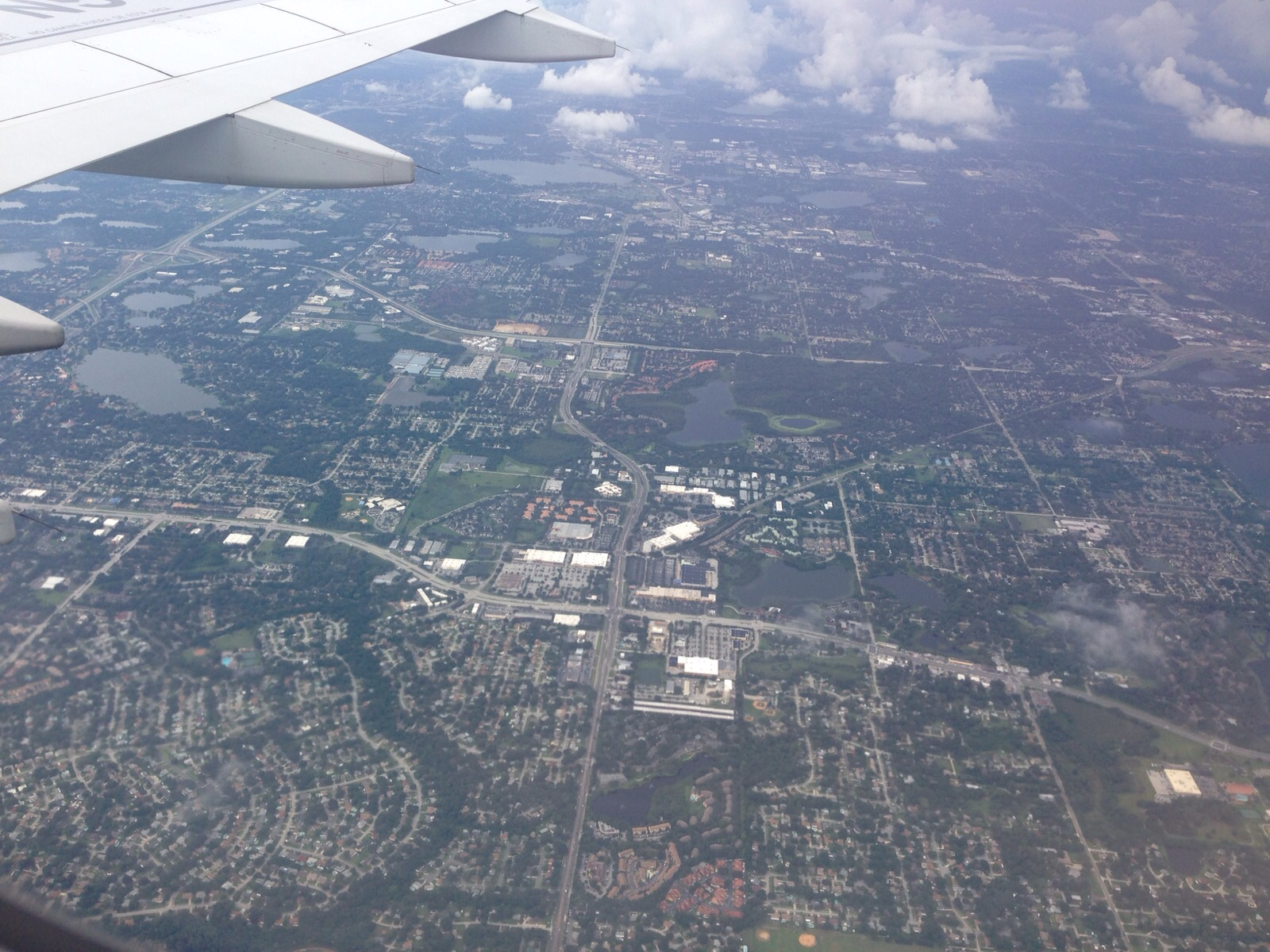
Orlando-Florida

El turismo es una de las principales actividades económicas de la ciudad, el turismo en los alrededores de Orlando está valorado en millones de dólares. El flujo turístico doméstico e internacional durante 2004 fue de 48 millones de visitantes. Está dentro las cinco ciudades más visitadas de los Estados Unidos.
La mayor parte de las atracciones turísticas de Orlando gira alrededor de los parques temáticos. El complejo de Walt Disney World Resort es el principal atractivo, compuesto por los parques de atracciones Magic Kingdom, Disney's Hollywood Studios, Epcot, Disney's Animal Kingdom y los parques acuáticos Disney's Blizzard Beach y Typhoon Lagoon. También se pueden encontrar los parques de Universal Studios y el parque dedicado a la vida marina Sea World, entre otros.

## Educación
El distrito escolar Escuelas Públicas del Condado de Orange (en inglés y oficialmente Orange County Public Schools) gestiona las escuelas públicas.

### Universidades
Entre otras instituciones de instrucción avanzada, la zona metropolitana de Orlando es la sede de la Universidad Central de Florida, la segunda mayor universidad de los Estados Unidos. Incluso hay varias universidades comunitarias donde los estudiantes pueden recibir sus certificados asociados de dos años. Las dos universidades comunitarias principales son la Universidad Comunitaria de Valencia [Valencia Community College] y el Sistema Universitario Estatal Seminole [Seminole State Collge]. Hay otras universidades privadas como Rollins College en Winter Park, donde se centran en las artes liberales, y la Universidad de FullSail, en Winter Park.

## Deporte
Orlando cuenta con dos equipos deportivos de grandes ligas: el Orlando Magic de la National Basketball Association desde 1989 y el Orlando City SC de la Major League Soccer desde 2015. Cuenta con un equipo de fútbol femenino Orlando Pride. También tiene equipos de ligas menores tales como los Orlando Predators de la Arena Football League y los Orlando Solar Bears de la ECHL.
Por su parte, los UCF Knights son el equipo deportivo de la Universidad de Florida Central. Juegan en la División I de la NCAA desde la década de 1990; en fútbol americano ganaron el Fiesta Bowl de 2013.
El Citrus Bowl es un torneo de postemporada de fútbol americano universitario que se juega en el estadio Citrus Bowl de Orlando desde 1947. Dicho estadio también albergó partidos de la Copa Mundial de Fútbol de 1994.
El Arnold Palmer Invitational es un torneo de golf del PGA Tour que se disputa en el área metropolitana de Orlando desde 1966.

## Ciudades hermanas
- Nuevo León, México.
- Orenburg, Rusia.
- Reikiavik, Islandia.
- París, Francia.
- Tainan, República de China.
- Urayasu, Japón.
- Valladolid, España.[7]
- Ribeira, España.
- Lima, Perú.

Sena y Marne, Anaheim y Urayasu están conectadas con Orlando como sede de parques temáticos de Disney (Disneyland Resort Paris, Disneyland Resort y Tokyo Disneyland, respectivamente).